# 竹江乡
竹江乡，是中华人民共和国江西省吉安市安福县下辖的一个乡镇级行政单位。

## 行政区划
竹江乡下辖以下地区：
庄下村、高村村、小车村、矮屋村、洋口村、竹李村、柘湖村、下社村、店上村、中团村和观溪村。

## 中国传统村落
2013年8月，沙溪村被评为第二批中国传统村落。